# 3767 DiMaggio
3767 DiMaggio este un asteroid din centura principală, descoperit pe 3 iunie 1986 de Eleanor Helin.